# نهائي كأس فلسطين 2018
نهائي كأس فلسطين 2018 هي النسخة الرابعة من بطولة نهائي كأس فلسطين وتوج بها هلال القدس على نادي شباب خانيونس .

## الفرق
| الفريق       | المنطقة       | المدينة  | وصول سابق (الخط الغليظ يشير إلى بطل تلك النسخة) |
| ------------ | ------------- | -------- | ----------------------------------------------- |
| شباب خانيونس | قطاع غزة      | خان يونس | 1 (2016)                                        |
| هلال القدس   | الضفة الغربية | القدس    | 0                                               |

## المباريات
| شباب خانيونس                                          | 3–2     | هلال القدس                     |
| ----------------------------------------------------- | ------- | ------------------------------ |
| أمجد أبو شقير 46' · حازم شكشك 53' · محمد أبو موسى 89' | (تقرير) | محمد عبيد 45' · عدي الدباغ 89' |

| هلال القدس                                                         | 5–1     | شباب خانيونس      |
| ------------------------------------------------------------------ | ------- | ----------------- |
| عدي الدباغ 1'، 12' · محمد أمين 45' · تامر صيام 59' (ر.جزاء)، 90+1' | (تقرير) | أمجد أبو شقير 55' |